# Парк-В'ю (Айова)
Парк-В'ю (англ. Park View) — переписна місцевість (CDP) в США, в окрузі Скотт штату Айова. Населення — 2709 осіб (2020).

## Географія
Парк-В'ю розташований за координатами 41°41′32″ пн. ш. 90°32′22″ зх. д. / 41.69222° пн. ш. 90.53944° зх. д. (41.692214, -90.539344).  За даними Бюро перепису населення США в 2010 році переписна місцевість мала площу 2,74 км², уся площа — суходіл.

## Демографія
Згідно з переписом 2010 року, у переписній місцевості мешкало 2389 осіб у 828 домогосподарствах у складі 646 родин. Густота населення становила 872 особи/км².  Було 878 помешкань (321/км²).
Расовий склад населення:
| - 94,2 % — білих - 2,3 % — чорних або афроамериканців - 0,8 % — азіатів |

До двох чи більше рас належало 2,0 %. Частка іспаномовних становила 3,7 % від усіх жителів.
За віковим діапазоном населення розподілялося таким чином: 32,6 % — особи молодші 18 років, 61,6 % — особи у віці 18—64 років, 5,8 % — особи у віці 65 років та старші. Медіана віку мешканця становила 31,0 року. На 100 осіб жіночої статі у переписній місцевості припадало 101,4 чоловіків;  на 100 жінок у віці від 18 років та старших — 97,2 чоловіків також старших 18 років.
Середній дохід на одне домашнє господарство  становив 78 063 долари США (медіана — 75 551), а середній дохід на одну сім'ю — 96 462 долари (медіана — 96 838). Медіана доходів становила 51 958 доларів для чоловіків та 33 125 доларів для жінок. За межею бідності перебувало 2,5 % осіб, у тому числі 0,0 % дітей у віці до 18 років та 0,0 % осіб у віці 65 років та старших.
Цивільне працевлаштоване населення становило 1358 осіб. Основні галузі зайнятості: освіта, охорона здоров'я та соціальна допомога — 30,0 %, мистецтво, розваги та відпочинок — 16,9 %, виробництво — 12,7 %, роздрібна торгівля — 11,5 %.